# HK4
HK4 (Heckler & Koch 4) — немецкий пистолет, разработанный конструкторами Алексом Зейделем (Alex Seidel) и Тило Мёллером (Tilo Möller) в 1967 году.

## Система
Пистолет Heckler & Koch 4 работает за счёт автоматики, основанной на ходе свободного затвора. Ударно-спусковой механизм двойного действия, имеет курковый тип. Возвратная пружина надета на ствол пистолета. Флажок предохранителя находится на затворе. При включении предохранитель разделяет ударник и курок. Кнопка защёлки магазина размещена снизу пистолетной рукоятки. Прицел нерегулируемый.
Главной отличительной чертой этого пистолета является возможность изменения калибра, для этого заменяется ствол с магазином и изменяется положение ударника.